# Letalfaktor
Als Letalfaktor oder Letalfehler bezeichnet man ein Allel eines Genes, das in homozygoter Form tödlich wirkt, bevor das betroffene Individuum geschlechtsreif ist. In der Tierzucht kann ein solches Allel dabei in seiner heterozygoten Form züchterisch erwünschte Auswirkungen auf den Phänotyp haben (z. B. Schwanzlosigkeit bei Manxkatzen oder Federhaube bei bestimmten Kanarienrassen), so dass der Anreiz bestehen kann, entsprechende Allele trotz ihrer negativen Auswirkungen für die Tiere aktiv zu fördern. Als Subletalfaktor bezeichnet am einen Letalfaktor mit mehr als 90 % Penetranz.
In Deutschland sind Letalfaktoren bei Kleintieren wie Hunden, Katzen, Kaninchen und Vögeln im Gutachten zum §11b des Tierschutzgesetzes mit einem Zuchtverbot belegt (Qualzucht).

## Manifestation der Wirkung

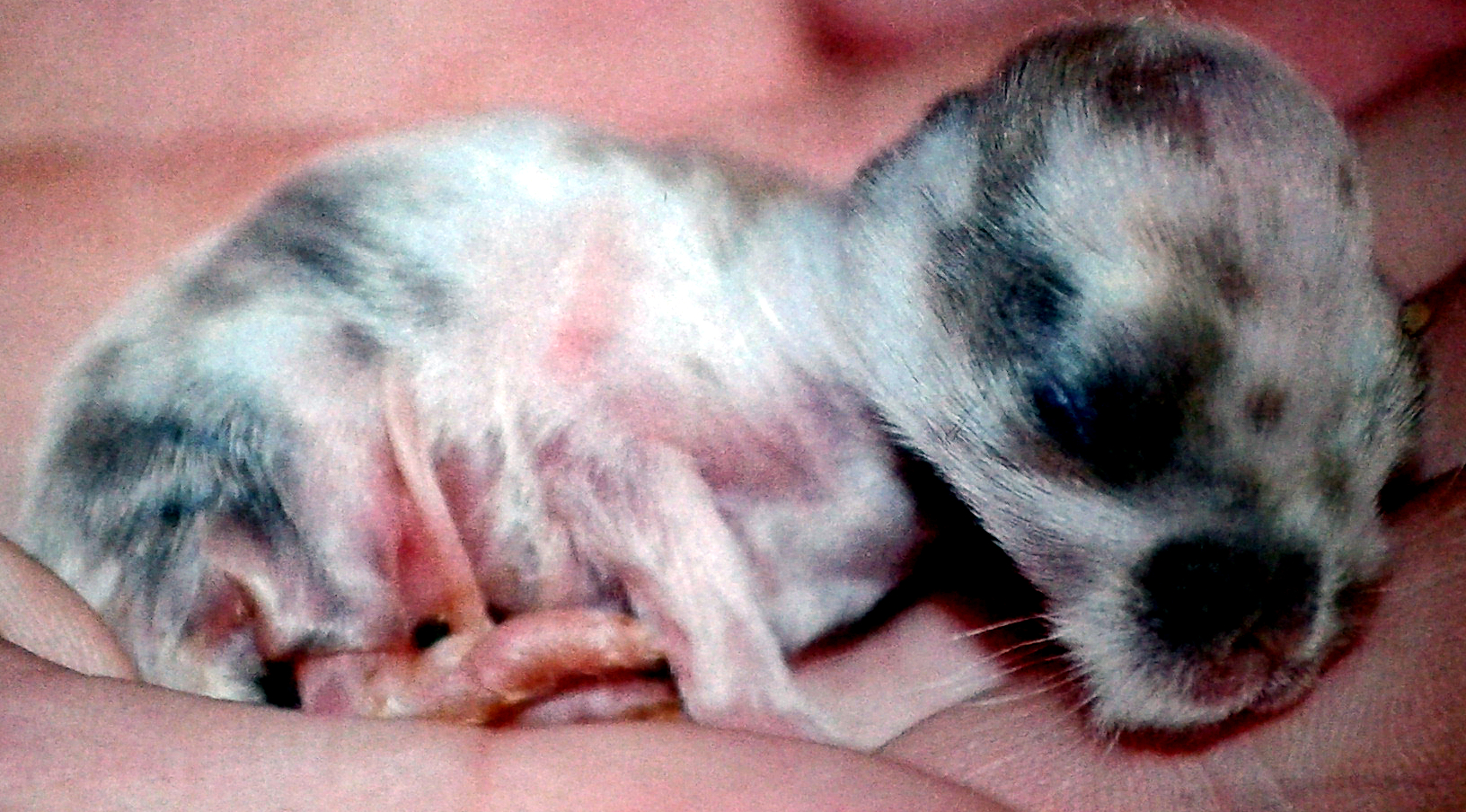
Homozygoter Zwerg aus der Verpaarung zweier Zwergkaninchen (nicht lebensfähig, Tod normalerweise einige Tage nach der Geburt)

Die tödliche Wirkung eines Letalfaktors bei homozygoten Individuen kann je nach Faktor in verschiedenen Entwicklungsstadien auftreten:
- Bei den Keimzellen (nicht lebens- bzw. befruchtungsfähig)
- Während der Embryonalentwicklung
- Während der fetalen Entwicklung
- Nach der Geburt

## Ähnliche Allele

### Dominante Letalfaktoren

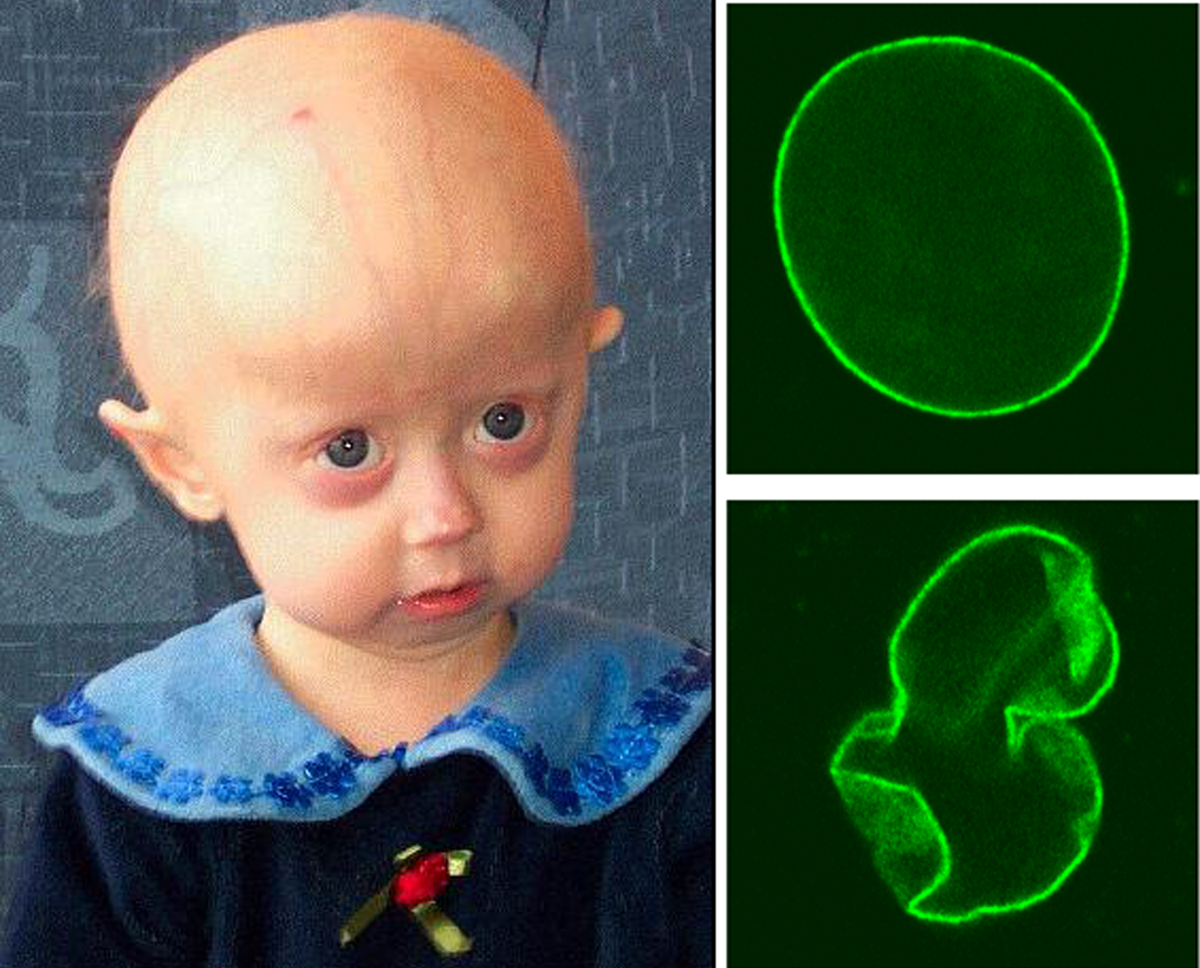
Hutchinson-Gilford-Progerie als Beispiel für einen dominanten Letalfaktor, der erst nach der Geburt Auswirkungen zeigt

Dominante Letalfaktoren sind Allele, die bereits in heterozygoter Form zum Tode führen. Aufgrund dieses Umstandes können sie sich nicht dauerhaft in einer Population halten, sondern entstehen sporadisch durch spontane Mutationen. Ein Beispiel für einen dominanten Letalfaktor ist die Progerie.

### Semiletalfaktoren
Ein Semiletalfaktor oder Semiletalfehler ist ähnlich einem Letalfaktor in homozygoter Form tödlich; die Letalität beträgt dabei aber weniger als 100 Prozent der homozygoten Individuen. Man kann daher in solchen Fällen auch von einem Letalfaktor mit unvollständiger Penetranz sprechen.

### Letalitätsäquivalent
Von einem Letalitätsäquivalent spricht man bei einer einzelnen Mutation oder einer Summe von Mutationen verschiedener Allele, die bei Homozygotie mit hundertprozentiger Wahrscheinlichkeit zum Tod des betroffenen Individuums führen. Eine solche Summierung verschiedener Faktoren ist nützlich bei polygener Vererbung und gleichzeitiger Betrachtung von verschiedenen Semiletalfaktoren.